# Трактор (футбольный клуб, Тебриз)
Культурно-спортивный экономический клуб «Трактор» (перс. باشگاه فرهنگی ورزشی اقتصادی تراکتور‎, Bâšgâh-e Farhangi Varzeši Eqtesâdi-ye Terâktor, азерб. İqtisadi Mədəni-İdman Klubu Traxtur), широко известный как «Трактор», ранее «Трактор Сази» — иранский футбольный клуб из Тебриза, административного центра провинции Восточный Азербайджан; ранее принадлежал иранской компании по производству тракторов. Выступает в Высшей Лиге чемпионата Ирана. 
«Трактор» — один из самых успешных клубов Тебриза. Чемпион Ирана сезона 2024/2025. Двукратный обладатель Кубка Ирана и однократный победитель Второй лиги Ирана. С начала сезона 1996/97 «Трактор» проводит свои домашние игры на стадионе «Саханд», который вмещает 66 833 человека, хотя во время важных матчей он может вместить больше людей.
«Трактор» является рекордсменом по посещаемости в иранском футболе, в сезоне 2009/10 их средняя посещаемость составила около 57 000 человек. С 2018 года клуб принадлежит и поддерживается бизнесменом Мохаммадом Резой Зонузи.

## История

### Дореволюционный период

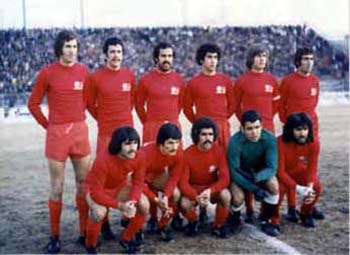
«Трактор» в 1974 году перед матчем на Кубок Тахт Джамшида

Клуб был основан в 1970 году при поддержке Tractor Manufacturing Company — компании по производству тракторов в городе Тебризе. «Трактор» играл в Лиге Пасаргады (3-я по силе лига в системе футбольных лиг Ирана) в течение 5 лет. Они стали чемпионами этой лиги в сезоне 1975/76 и были переведены в Кубок Тахт Джамшида (ныне Иранская Про-лига). В первом же сезоне в Кубке Тахт Джамшида «Трактор» вылетел обратно в Лигу Пасаргады. Они также проиграли финал Кубка Хазфи (Кубок Ирана) «Малавану» в первом розыгрыше кубка. После вылета Хоссейн Фекри остался менеджером клуба и привёл его к возвращению в высший дивизион в сезоне 1977/78, который они закончили на 5-м месте. В сезоне 1978/79, который так и не закончился из-за исламской революции в стране, они были на 8-м месте после 12 сыгранных матчей.

### Послереволюционный период

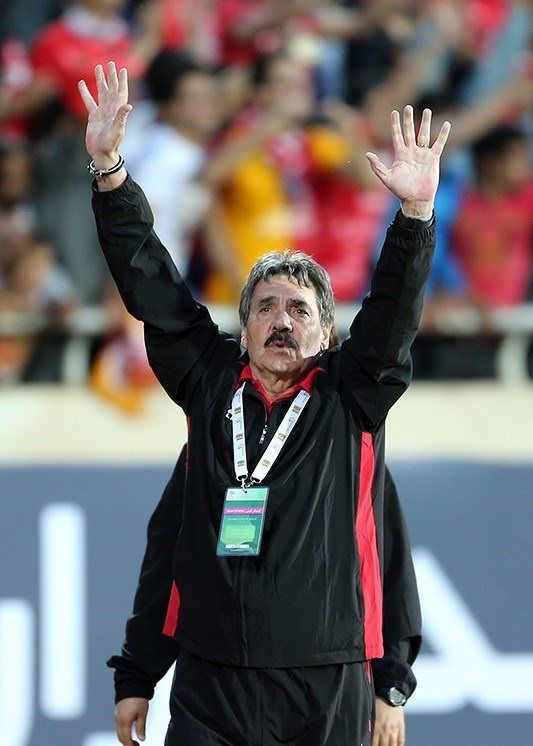
Тони, выигравший Кубок Хазфи 2013/14 и занявший второе место в Про-лиге 2012/13 и 2014/15

В 1980-х годах национальная лига была приостановлена из-за ирано-иракской войны, поэтому «Трактор» был вынужден много лет участвовать в местных лигах Тебриза. В Лиге Кодс (ныне Иранская Про-лига) сезона 1986/87 команда провинции Восточный Азербайджан, в которую входили игроки из «Трактора» и «Машин Сази», вышла в финал, но потерпела там поражение от команды провинции Исфахан.
Румынский тренер Василе Годжа руководил молодёжной и дублирующей командами «Трактора» с 1986 года. Он также открыл различных талантливых игроков, таких как Карим Багери, Сирус Динмохаммади, Алиреза Никмер и Хоссейн Хатиби, которые позже играли за сборную Ирана. В 1990 году он был назначен тренером первой команды и занял с ней третье место в сезоне 1992/93. Эсмаил Халали был звездой клуба в тот период. Под руководством Годжи в 1994 году «Трактор» снова вышел в финал Кубка Хазфи, на этот раз проиграв в финале «Бахману», и выиграл международный кубок MILLS в Индии в 1995 году.
Годжа покинул команду в 1997 году после 8 лет руководства клубом. Затем Мохаммад Хоссейн Зиаеи стал играющим тренером «Трактора». В это время ведущие игроки команды начали переходить в другие клубы. С 1998 по 2001 годы «Трактор» заканчивал чемпионат в середине таблицы.

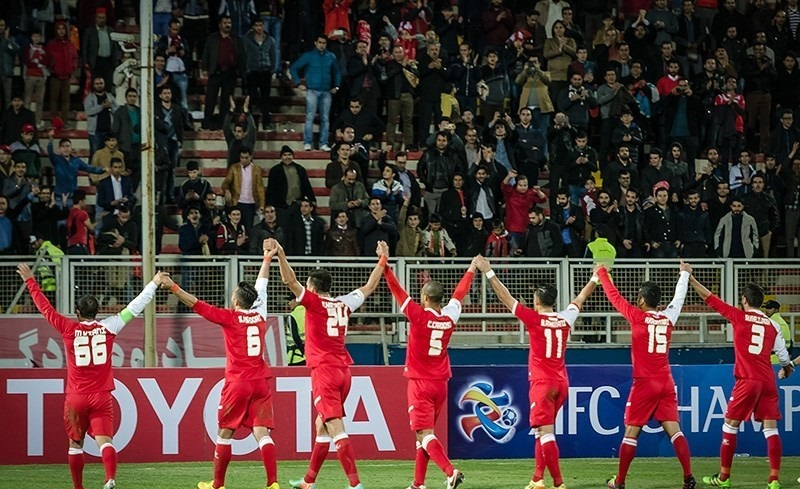
Празднование победы над «Пахтакором» в матче группового этапа Лиги чемпионов АФК 2016

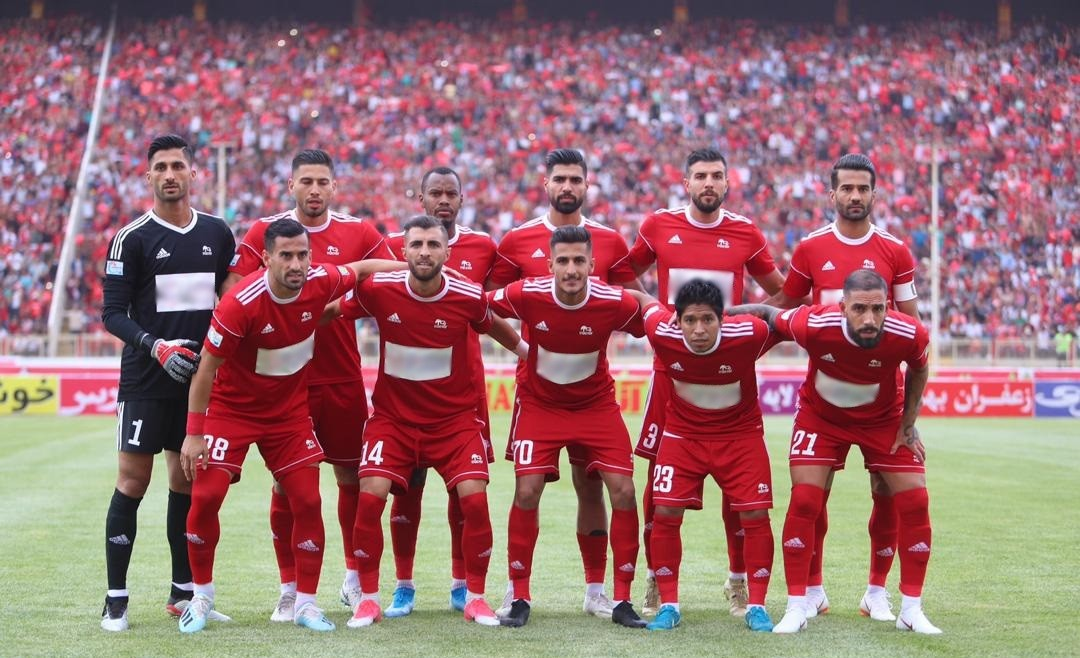
«Трактор» в сезоне 2019/20

В 2001 году Федерация футбола Ирана сформировала Иранскую профессиональную лигу как главную лигу страны. В первом сезоне 2001/02 под руководством Резы Ватанха и Махмуда Явари «Трактор» вылетел в Лигу Азадеган после того, как клуб занял последнее место в Про-лиге.
«Трактор» вернулся в Про-лигу через 8 лет, в сезоне 2009/10, под руководством Фараза Камалванда.
В сезоне 2011/12 под руководством Амира Галенои «Трактор» занял второе место, впервые обеспечив себе место в Лиге чемпионов АФК 2013 года. В июле 2012 года бывший тренер «Бенфики», «Бордо» и «Севильи» Тони был назначен главным тренером клуба. В первом же сезоне он привёл «Трактор» ко второму месту в Про-лиге.
После ссоры между Тони с председателем клуба тренер был уволен, а Маджид Джалали был приглашён перед сезоном 2013/14. После неудачных результатов Джалали был уволен, а Тони вернулся, почти сразу же приведя «Трактор» к чемпионству в Кубке Хазфи и месту в Лиги чемпионов АФК 2015.
15 мая 2015 года состоялся последний матч сезона между «Трактором» — «Нафтом», на стадионе «Саханд» в Тебризе. После проблем со связью на стадионе сотрудники «Трактора» ошибочно подумали, что «Сепахан» проигрывает «Сайпе», что означало бы, что ничья в матче «Трактора» приносила бы им победу в Про-лиге. Матч закончился со счётом 3:3. Пока «Трактор» праздновал на поле чемпионство со своими болельщиками, они узнали, что фактический результат параллельной игры был 2:0 в пользу «Сепахана» и что чемпионом стал клуб из Исфахана. «Трактор» занял второе место в третий раз (с Амиром Галенои в сезоне 2011/12 и с Тони в 2012/13 и 2014/15.
В середине сезона 2015/16 главный тренер «Трактора» Тони снова был уволен и заменен Амиром Галенои. В Лиге чемпионов АФК 2016 уже после первых двух игр «Трактор» превзошёл свой рекорд по количеству очков, которые они когда-либо набирали на групповом этапе Лиги чемпионов АФК. В этом же розыгрыше «Трактор» впервые в своей истории вышел в плей-офф Лиги чемпионов, но вылетел уже в 1/8 финала проиграв в двухматчевом противостоянии (1:4, 3:1) эмиратскому «Аль-Насру».
В январе 2017 года стало известно, что ФИФА забанила «Трактор» на два трансферных окна из-за непогашенной задолженности перед бывшими игроками. Это привело к тому, что клуб расторг контракт с Саджадом Шахбаззаде, которого они подписали несколькими днями ранее.

## Болельщики

### Официальный гимн

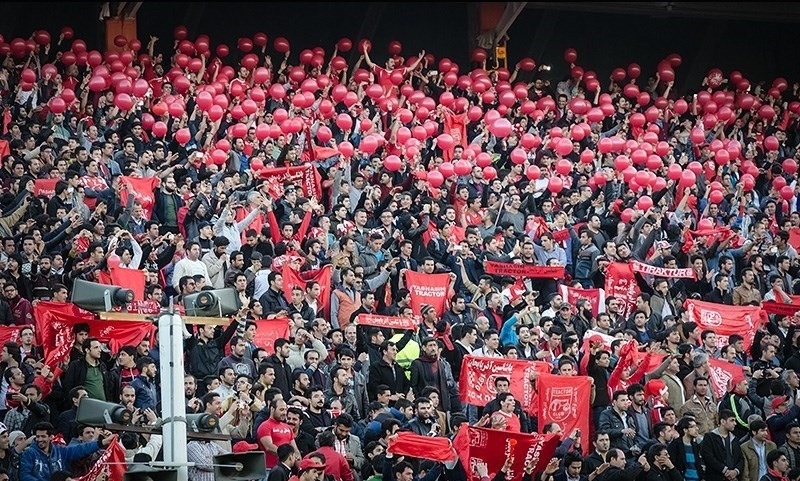
Фанаты «Трактора»

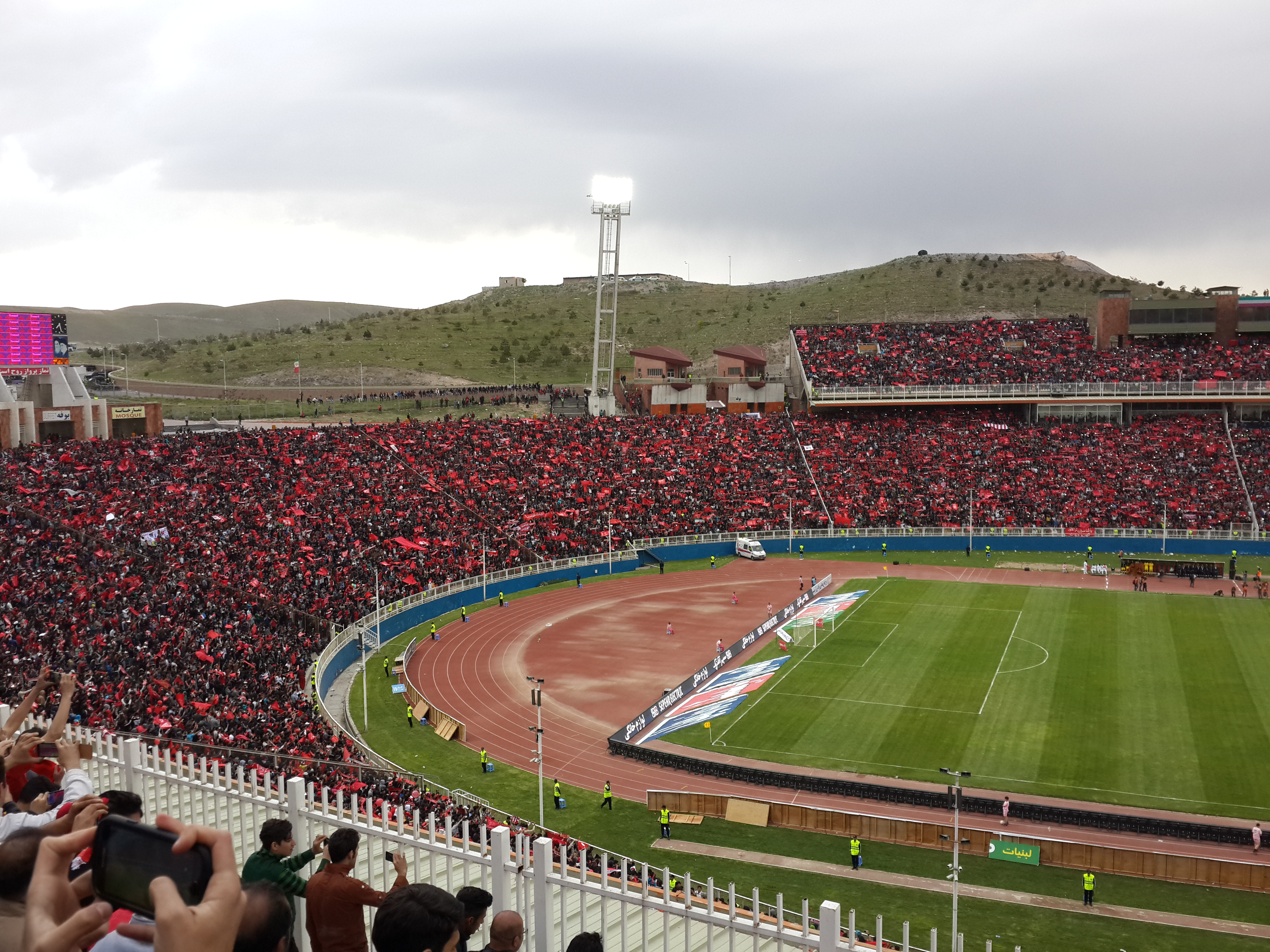
Фанаты «Трактора» на матче Про-лиги

Есть много популярных гимнов ФК «Трактор», но «Tiraxtur Iftixarımız» (в переводе с азербайджанского языка: «Трактор — это наша гордость»), созданный и впервые исполненный в 2012 году был выбран в качестве официального гимна клуба.
- Текст —  Айюб Шахбази
- Музыка —  Голам Реза Мирзазаде
- Аранжировка —  Мохаммад Хоссейн Драблу
- Исполнитель —  Эсфандияр Гарабаги

| Азербайджанский | Английская транскрипция | Русская версия |
| Zəfər marşını çalan bizik, Dünya boyu qalan bizik, Qəhrəmanlıq bizimkidir, İrana baş olan bizik. Azərbaycan diyarımız, Tirəxtur iftixarımız, Ədəb şərəf şüarımız, Tirəxtur iftixarımız. Birlik gücünə inanmışıq, Dağlar kimi dayanmışıq, Çox meydanlar dolaşmışıq, İftixarlar qazanmışıq. Azərbaycan diyarımız, Tirəxtur iftixarımız, Ədəb şərəf şüarımız, Tirəxtur iftixarımız. | zafar marshin chalan bizugh, dunya boyi galan bizugh, gahramanlikh bizimchidi, irana bash olan bizugh, azarbayjan diyarimiz, tirakhtur iftikharimiz, adab sharaf shuarimiz, tirakhtur iftikharimiz, birligh gujun inanmishugh, daghlar kimi dayanmishugh, chokh meydanlar dolanmishugh, iftikharlar gazanmishugh, azarbayjan diyarimiz, tirakhtur iftikharimiz, adab sharaf shuarimiz, tirakhtur iftikharimiz, | Мы те, кто играл победный марш, Мы те, кто бессмертны, Чемпионат для нас — всё, Мы во главе Ирана. Азербайджан — наша земля, «Трактор» — наша гордость, Вежливость и честь наши лозунги, «Трактор» — наша гордость. Сила наша в единстве, Мы сильны как горы, Сражаясь во многих битвах, Мы завоевали много наград. Азербайджан — наша земля, «Трактор» — наша гордость, Вежливость и честь наши лозунги, «Трактор» — наша гордость. |

### Насилие и расистские лозунги
В домашних играх болельщики «Трактора» часто выкрикивают оскорбления на расовой почве и призывают к насилию в отношении других этнических групп Ирана, в частности персов и курдов. Некоторые болельщики также приносят на стадион флаг Азербайджанской Республики. На матче, состоявшемся 1 ноября 2019 года, в ответ на недавнюю военную операцию Турции против сирийских курдов болельщики «Трактора» из числа этнических азербайджанцев скандировали «Смерть курдам!» на протяжении всего матча и вывесили транспаранты с надписью «Либо Чехословакия, либо Югославия!» со ссылкой на Югославские войны.

### Повреждение стадионов противника
В некоторых выездных матчах болельщики «Трактора» сожгли сиденья и повредили стены стадионов. В 2017 году они нанесли ущерб стадиону «Ядегар-э Эмам» в Куме, а в 2018 — стадиону «Азади» в Тегеране.

## Стадионы

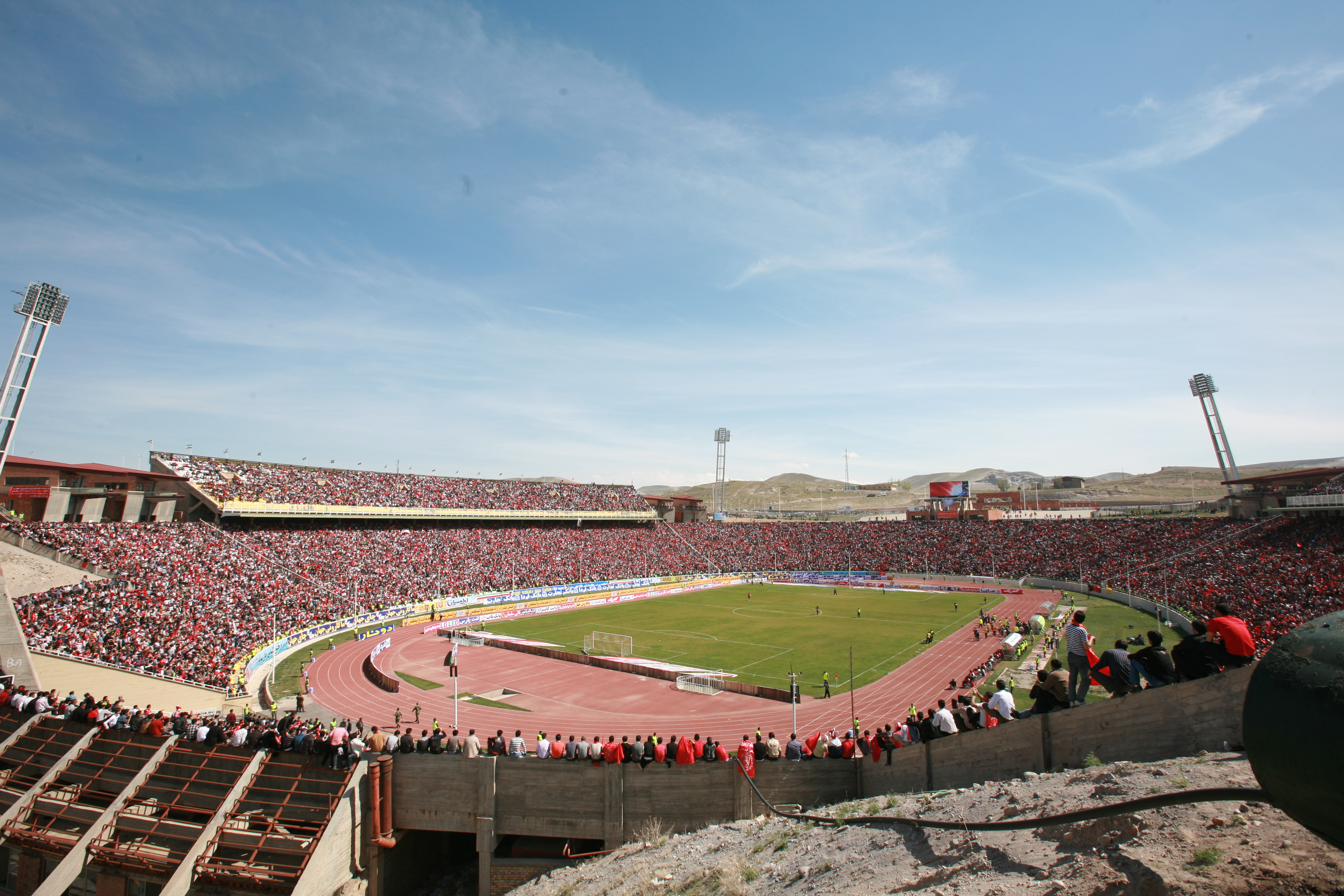
«Саханд» является домашним стадионом клуба

С 1979 по 1996 годы «Трактор» проводил свои домашние матчи на стадионе «Баг Шомал» (так же известный как «Тахти») вместимостью 20 000 человек, один из двух стадионов принимавших Кубок Азии 1976 года. В январе 1996 года было закончено строительство стадиона «Саханд» («Ядегар-э Эмам»), который стал новым стадионом клуба. Стадион является вторым по величине в Иране с 66 833 местами. Стадион также является частью олимпийского комплекса Тебриза.
Во время реконструкции стадиона «Саханд» с 2005 по 2006 годы, клуб проводил матчи Лиги Азадеган на стадионе «Бакери» («Трактор»), который вмещает 10 000 человек.

## Эмблема
С самого основания команда использовала красный герб. На внешнем круге было написано название клуба и дата его основания. Второй герб был белым до 2013 года, когда клуб изменил цвет герба на чёрный.

## Спонсоры
| Годы       | Титульный спонсор          |
| ---------- | -------------------------- |
| 1970-2009  | TMC                        |
| 2007-2010  | Bank Sepah                 |
| 2009-2012  | Hamrah-e Aval              |
| 2012-2014  | Javanane Khayer Foundation |
| 2013-2016  | Aysan Tabriz               |
| 2014-2017  | Hamrah-e Aval              |
| 2017-2018  | Irancell                   |
| 2018-2019  | Kowsar Credit Institution  |
| 2019-н. в. | ATA Airlines               |

| Годы       | Производитель экипировки |
| ---------- | ------------------------ |
| 1970-1974  | Umbro                    |
| 1974-2005  | Puma                     |
| 2005-2010  | Daei Sport               |
| 2010-2013  | Uhlsport                 |
| 2013-2014  | Merooj                   |
| 2014-2017  | Kelme                    |
| 2017-2018  | Li-Ning                  |
| 2018-2019  | Merooj                   |
| 2019-2021  | Adidas                   |
| 2021-н. в. | Start                    |

## Медиа
Официальные матчи клуба в Иранской Про-лиге, Кубке Хазфи и Лиге чемпионов АФК транслируются по каналам Sahand TV (городской телеканал клуба), IRIB Varzesh и IRIB Shoma. Онлайн-просмотр также доступен на официальном сайте клуба и сайтах трёх вышеуказанных телеканалов. Важные матчи также транслируются на IRIB TV3, Jame Jam TV и SAHAR TV.

## Владелец
Клуб принадлежит Tractor Manufacturing Company с момента его основания в 1970 году. С 2011 года он принадлежит Kowsar Foundation (51 %), при этом 30 % клуба принадлежат провинции Восточный Азербайджан. Kowsar Foundation является частью Sepah Pasdaran, и клуб позволяет своим игрокам пройти военную службу. С 2018 года клуб принадлежит Мохаммаду Резе Зонузи, иранскому бизнесмену и акционеру.

## Текущий состав
| 1  | Флаг Ирана | Вр  | Алиреза Бейраванд         | 1992 |  |  |  |  |  |
| 21 | Флаг Ирана | Вр  | Хоссейн Пурхамиди         | 1998 |  |  |  |  |  |
| 70 | Флаг Ирана | Вр  | Эрфан Наджари             | 2003 |  |  |  |  |  |
| 83 | Флаг Ирана | Вр  | Мани Шарифнеджад          | 2005 |  |  |  |  |  |
|    |            |     |                           |      |  |  |  |  |  |
| 2  | Флаг Ирана | Защ | Мехди Шири                | 1991 |  |  |  |  |  |
| 3  | Флаг Ирана | Защ | Шоджа Халилзаде (капитан) | 1989 |  |  |  |  |  |
| 4  | Флаг Ирана | Защ | Ареф Голами               | 1997 |  |  |  |  |  |
| 11 | Флаг Ирана | Защ | Даниаль Исмаилифар        | 1993 |  |  |  |  |  |
| 14 | Флаг Ирана | Защ | Милад Кор                 | 2003 |  |  |  |  |  |
| 15 | Флаг Ирана | Защ | Алиреза Арта              | 1997 |  |  |  |  |  |
| 17 | Флаг Ирана | Защ | Саид Каримазар            | 2002 |  |  |  |  |  |
| 22 | Флаг Ирана | Защ | Мохаммад Надери           | 1996 |  |  |  |  |  |
| 33 | Флаг Ирана | Защ | Ареф Агаси                | 1997 |  |  |  |  |  |
|    |            |     |                           |      |  |  |  |  |  |
| 5  | Флаг Ирана | ПЗ  | Пуйя Пурали               | 1996 |  |  |  |  |  |

| 6  | Флаг Ирана      | ПЗ  | Мехди Хоссейни          | 1993 |  |  |  |  |  |
| 8  | Флаг Хорватии   | ПЗ  | Игор Постоньский        | 1995 |  |  |  |  |  |
| 9  | Флаг Ирана      | ПЗ  | Мехди Тораби            | 1994 |  |  |  |  |  |
| 10 | Флаг Португалии | ПЗ  | Рикарду Алвеш           | 1993 |  |  |  |  |  |
| 20 | Флаг Ирана      | ПЗ  | Мехди Хашемнеджад       | 2001 |  |  |  |  |  |
| 27 | Флаг Ирана      | ПЗ  | Амирали Хоррами         | 2005 |  |  |  |  |  |
| 50 | Флаг Ирана      | ПЗ  | Мохаммад Ганбари        | 1997 |  |  |  |  |  |
| 72 | Флаг Ирана      | ПЗ  | Амин Имери              | 2004 |  |  |  |  |  |
| 90 | Флаг Ирана      | ПЗ  | Сайджад Ашури           | 1992 |  |  |  |  |  |
| 98 | Флаг Ирана      | ПЗ  | Амирреза Джедди         | 2006 |  |  |  |  |  |
|    |                 |     |                         |      |  |  |  |  |  |
| 19 | Флаг Хорватии   | Нап | Томислав Штркаль        | 1996 |  |  |  |  |  |
| 25 | Флаг Хорватии   | Нап | Домагой Дрождек         | 1996 |  |  |  |  |  |
| 99 | Флаг Ирана      | Нап | Амирхоссейн Хоссейнзаде | 2000 |  |  |  |  |  |

## Тренерский штаб
| Должность                 | Тренер           |
| ------------------------- | ---------------- |
| Главный тренер            | Драган Скочич    |
| Помощник главного тренера | Мохаммад Носрати |
| Тренер вратарей           | Алин Динка       |
| Тренер по реабилитации    | Марко Казер      |
| Технический менеджер      | Хоссейн Хатиби   |
| Командный менеджер        | Казем Махмуди    |

## Сезоны
| Сезон     | Лига                | Место    | Кубок Ирана  | Примечания             |
| --------- | ------------------- | -------- | ------------ | ---------------------- |
| 1972-73   | 2-й дивизион        |          | не играл     |                        |
| 1973-74   | 2-й дивизион        | 3-е      | не играл     |                        |
| 1974-75   | 2-й дивизион        | 1-е      | не играл     | Повышен                |
| 1975-76   | Кубок Тахт Джамшида | 16-е     | Финалист     | Вылет                  |
| 1976-77   | 2-й дивизион        | 2-е      | 1/8 финала   | Повышен                |
| 1977-78   | Кубок Тахт Джамшида | 5-е      | не играл     |                        |
| 1978-79   | Кубок Тахт Джамшида | не играл | не играл     |                        |
| 1989-90   | Лига Кодс           | 4-е      | 1/4 финала   |                        |
| 1990-91   | не играл            |          | 1/8 Финала   |                        |
| 1991-92   | Лига Азадеган       | 10-е     | не играл     |                        |
| 1992-93   | Лига Азадеган       | 3-е      | не играл     |                        |
| 1993-94   | Лига Азадеган       | 8-е      | Финалист     |                        |
| 1994-95   | Лига Азадеган       | 9-е      | Первый раунд | Вылет                  |
| 1995-96   | 2-й дивизион        | 1-е      | Второй раунд | Повышен                |
| 1996-97   | Лига Азадеган       | 11-е     | Второй раунд |                        |
| 1997-98   | Лига Азадеган       | 9-е      | не играл     |                        |
| 1998-99   | Лига Азадеган       | 11-е     | Второй раунд |                        |
| 1999-2000 | Лига Азадеган       | 6-е      | 1/16 Финала  |                        |
| 2000-01   | Лига Азадеган       | 12-е     | Второй раунд |                        |
| 2001-02   | Про-лига            | 14-е     | Третий раунд | Вылет                  |
| 2002-03   | Лига Азадеган       | 3-е      | Второй раунд |                        |
| 2003-04   | Лига Азадеган       | 8-е      | Третий раунд |                        |
| 2004-05   | Лига Азадеган       | 5-е      | Третий раунд |                        |
| 2005-06   | Лига Азадеган       | 3-е      | Второй раунд |                        |
| 2006-07   | Лига Азадеган       | 1-е      | Второй раунд | Вышел в раунд плей-офф |
| 2007-08   | Лига Азадеган       | 4-е      | 1/16 финала  |                        |
| 2008-09   | Лига Азадеган       | 1-е      | 1/4 финала   | Повышен                |
| 2009-10   | Про-лига            | 7-е      | 1/16 финала  |                        |
| 2010-11   | Про-лига            | 5-е      | 1/8 финала   |                        |
| 2011-12   | Про-лига            | 2-е      | 1/16 финала  |                        |
| 2012-13   | Про-лига            | 2-е      | 1/8 финала   | ЛЧ АФК. Групповой этап |
| 2013-14   | Про-лига            | 6-е      | Обладатель   | ЛЧ АФК. Групповой этап |
| 2014-15   | Про-лига            | 2-е      | 1/4 финала   | ЛЧ АФК. Групповой этап |
| 2015-16   | Про-лига            | 4-е      | 1/2 финала   | ЛЧ АФК. 1/8 финала     |
| 2016-17   | Про-лига            | 3-е      | Финалист     |                        |
| 2017-18   | Про-лига            | 10-е     | 1/4 финала   | ЛЧ АФК. Групповой этап |
| 2018-19   | Про-лига            | 5-е      | 1/16 финала  |                        |
| 2019-20   | Про-лига            | 8-е      | Обладатель   |                        |
| 2020-21   | Про-лига            | 4-е      | 1/8 финала   | ЛЧ АФК. 1/8 финала     |
| 2021-22   | Про-лига            | 13-е     | 1/16 финала  |                        |

## Тренеры
Ниже приведён список тренеров с 1970-х годов.
| Период  | Тренер                |
| ------- | --------------------- |
| 1970—75 | Мохаммад Баяти        |
| 1975—77 | Хоссейн Фекри         |
| 1977—80 | Неизвестно            |
| 1980—90 | Хедаят Махабадпур     |
| 1990—97 | Василе Годжа          |
| 1994—95 | Тед Думитру           |
| 1997—98 | Мохаммад Хоссейн Зиаи |
| 1998    | Борис Тибилов         |
| 1998—99 | Фируз Карими          |
| 1999    | Саттар Нобари         |
| 1999—00 | Мохаммад Хоссейн Зиаи |
| 2000—01 | Реза Ватанха          |
| 2001    | Саттар Нобари         |
| 2001—02 | Махмуд Явари          |
| 2002—03 | Ахад Шейхлари         |
| 2003    | Василе Годжа          |

| Период  | Тренер                |
| ------- | --------------------- |
| 2003—04 | Хамид Алидусти        |
| 2004    | Мохаммад Хоссейн Зиаи |
| 2004—05 | Эрнст Миддендорп      |
| 2005—07 | Фаршад Пиус           |
| 2007—08 | Ахад Шейхлари         |
| 2008—11 | Фараз Камалванд       |
| 2011—12 | Амир Галенои          |
| 2012—13 | Тони                  |
| 2013    | Хассан Азарниа        |
| 2013—14 | Маджид Джалали        |
| 2014    | Голамреза Багабади    |
| 2014    | Тони                  |
| 2014—15 | Расул Хатиби          |
| 2015    | Тони                  |
| 2015—17 | Амир Галенои          |
| 2017—18 | Яхья Голмохаммади     |

| Период    | Тренер            |
| --------- | ----------------- |
| 2018      | Моджтаба Хоссейни |
| 2018      | Эртугрул Саглам   |
| 2018      | Джон Тошак        |
| 2018—19   | Мохаммад Тагави   |
| 2019      | Жорж Лекенс       |
| 2019      | Мустафа Денизли   |
| 2019—20   | Сакет Эльхами     |
| 2020      | Алиреза Мансурян  |
| 2021      | Расул Хатиби      |
| 2021      | Фируз Карими      |
| 2021      | Фараз Камалванд   |
| 2021      | Фируз Карими      |
| 2021—22   | Звонимир Сольдо   |
| 2022      | Эртугрул Саглам   |
| 2022      | Курбан Бердыев    |
| 2022—н.в. | Пако Хемес        |

## Достижения

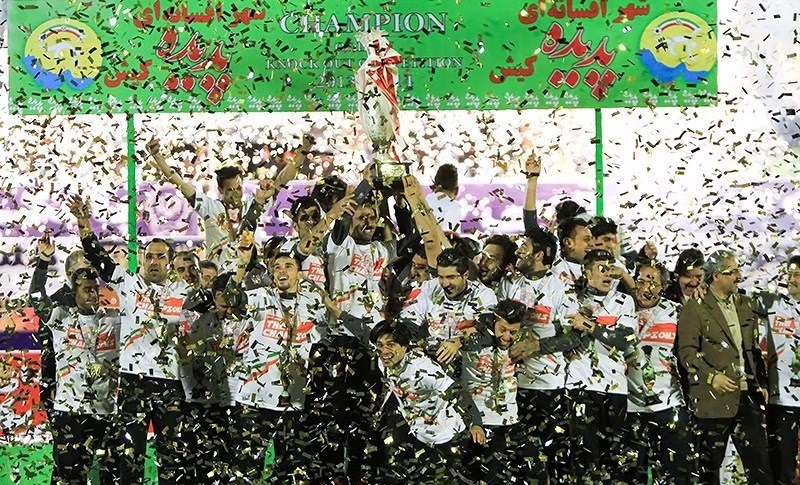
«Трактор» празднует победу в Кубке Хазфи 2014 года

- Про-лига

2-место (3): 2011/12, 2012/13, 2014/15
3-место (2): 1992/93, 2016/17
- Кубок Хазифи

Победитель (2): 2014, 2020
Финалист (3): 1976, 1994, 2017
- Суперкубок Ирана

Финалист (1): 2020
- Лига Азадеган

Победитель (1): 2008/09
- 2-й дивизион

Победитель (1): 1974/75
2-место (2): 1976/77, 1995/96
- Суперкубок Восточного Азербайджана

Победитель (1): 1992
- Футбольная лига Тебриза

Победитель (1): 1984/85
- 2-й дивизион Футбольной лиги Тебриза

Победитель (1): 1981/82
- Международный кубок MILLS (Индия)

Победитель: 1995/96
- Международный кубок Сардана Шахиба (Иран)

Победитель (2): 1995, 1996
- Кубок Шохада (Иран)

Победитель (2): 2014, 2017

## Аффилированные клубы
- «Рубин» (Казань)[19][20][21]